# 기라파톱사슴벌레
기라파톱사슴벌레(Prosopocoilus giraffa)는 톱사슴벌레속에 속하는 사슴벌레이다. 보통 톱사슴벌레들에 비해 턱이 크다. 사슴벌레 중 가장 턱이 길지만 얇고 약해서 다른 사슴벌레나 장수풍뎅이의 큰 뿔을 쪼개는 건 거의 불가능하다.그러나 상대의 가슴과 배 사이에 기다란 내치를 끼워 항복하도록 유도하는건 된다. 만약 항복을 안 하면 가금과 배가 분리되 사망한다.